# Vilhelm Thomsen
Vilhelm Ludwig Peter Thomsen (25. ledna 1842 Kodaň – 12. května 1927 Kodaň) byl dánský lingvista a turkolog. Proslul rozluštěním Orchonských nápisů, tedy starotureckých textů na dvou kamenných deskách, které byly objeveny Nikolajem Jadrincevem roku 1889 v údolí Orchon v Mongolsku, a které vytvořili Turkuti v 8. století a vztyčili na počest dvou turkických princů, Kul Tigina a jeho bratra Bilge Kagana. Ceněny byly též Thomsenovy práce o germánských a indoíránských vlivech na baltofinské jazyky.
Vystudoval jazykovědu na Kodaňské univerzitě. Absolvoval roku 1867, dva roky poté získal doktorát Od roku 1875 byl na své alma mater docentem srovnávací lingvistiky, v roce 1887 byl jmenován profesorem. Orchonské nápisy prvně rozluštil roku 1893, v roce 1899 vydal jejich francouzský překlad, roku 1922 úplnější překlad dánský. Od roku 1909 až do své smrti byl prezidentem Dánské akademie věd. Roku 1912 obdržel Řád slona.
Jeho bratr Carl Thomsen byl malířem a ilustrátorem.